# Эффект леди Макбет

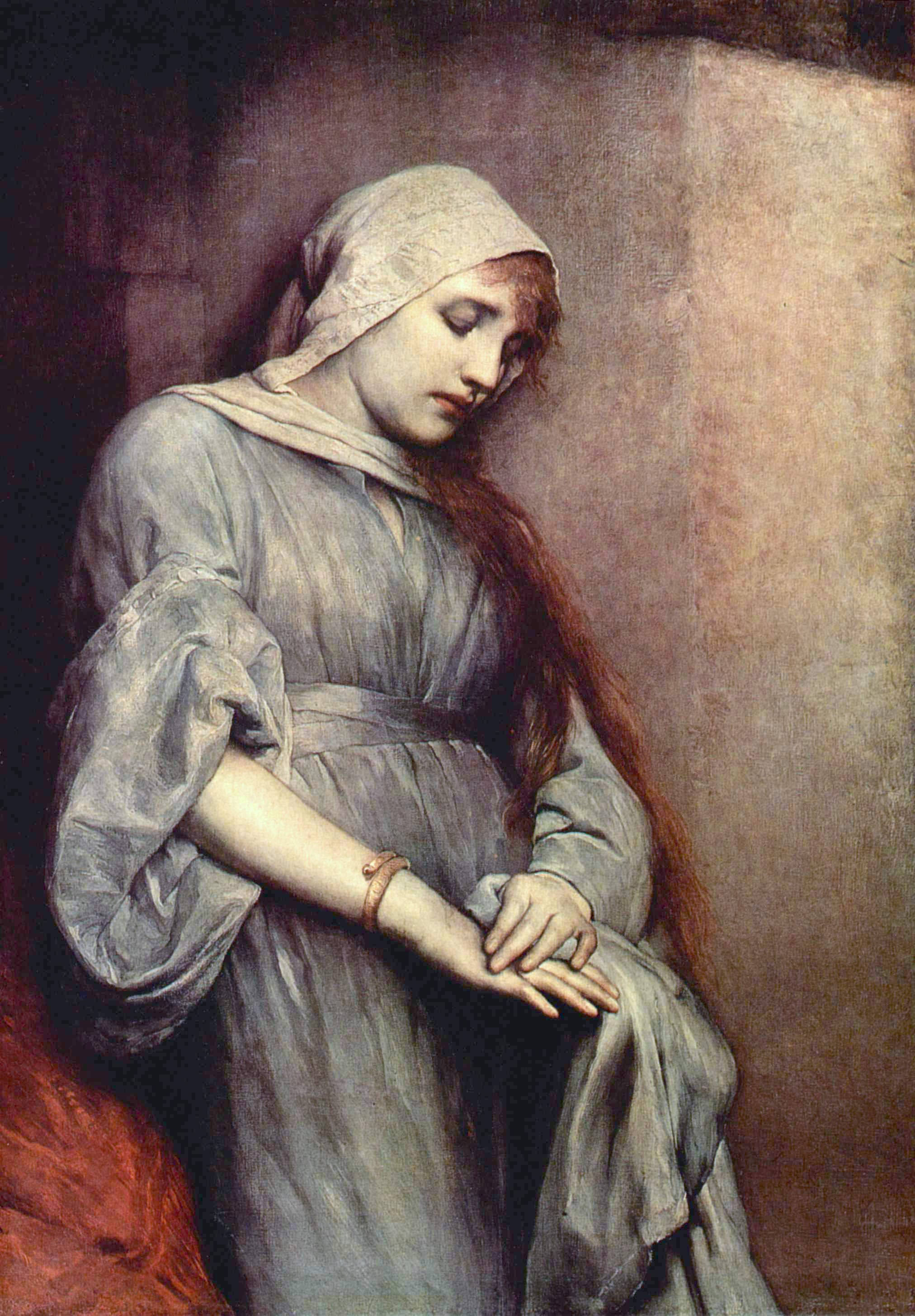
Г.Макс, Леди Макбет (1885)

Эффект леди Макбет (известен также как Макбет-эффект, синдром Понтия Пилата) — психологический феномен, заключающийся в связи ментальной и физической чистоты в человеческой психике: человек, испытывающий чувство стыда, стремится вымыться, чтобы «смыть» воображаемые грехи. Эффект назван в честь леди Макбет, персонажа пьесы Уильяма Шекспира «Макбет», которой после совершения убийства мерещатся пятна крови на руках, и она восклицает: «Прочь, проклятое пятно!»
Эффект Макбет был обнаружен психологами-исследователями Чжун Чэньбо и Кати Лильенквист в психологическом эксперименте, и описан ими в статье, опубликованной в Science в 2006 году. При независимых проверках выяснилось, что на больших выборках эффект либо не заметен, либо его влияние на поведение людей существенно меньше, чем его величина в первом исследовании.
Позднее Чэньбо и Лильенквист экспериментально обнаружили и другие ассоциации между физической и моральной чистотой. На основании серии исследований этот коллектив учёных ввел в психологию понятие «моральное очищение» (англ. moral cleansing).

## Экспериментальные наблюдения
Наличие Макбет-эффекта экспериментально обнаружили и описали американские психологи Чжун Чэньбо и Кати Лильенквист.
В одном из экспериментов участников разделили на две группы, в одной из них подопытных попросили вспомнить какое-либо неблаговидное событие из своей жизни (ложь, обман и т. д.), а во второй — событие, которым они могли гордиться. После этого подопытным обеих групп предлагалось заполнить недостающие буквы в словах: «W_ _H», «SH_ _ER» и «S_ _P». Участники, которых просили вспомнить неблаговидный поступок, в 60 % случаев выбрали буквы, образующие «чистящие» понятия — «WASH», «SHOWER», «SOAP» (рус.  — «мыть», «душ» и «мыло»). Участники с позитивными воспоминаниями чаще выбирали варианты ответов «WISH», «SHAKER», «STOP» (рус.  — «желание», «шейкер», «остановить»).
В другом эксперименте после такого же припоминания высокоморальных и аморальных поступков испытуемым в качестве компенсации предлагали выбрать себе подарок. Оказалось, что испытуемые с чувством вины из предложенных авторучек и антисептиков чаще выбирали антисептические средства, тогда как подопытные без чувства вины выбирали и те, и другие подарки примерно с одинаковой частотой.
По-видимому, эффект локализован, поскольку те, кого попросили солгать вербально, предпочли продукт для гигиены ротовой полости, а те, кого попросили солгать в письменной форме, предпочли продукт для очистки рук над другими видами моющих средств и другими контрольными продуктами.
Эксперименты также показали снижение искажения в восприятии сделанного выбора: люди мыли руки и заодно «смывали» сомнения по поводу сделанного выбора и принимали его.
В 2009 году для эффекта леди Макбет не были получены подтверждения на больших группах испытуемых. Независимые исследователи не смогли воспроизвести эффект и высказали сомнения в чистоте экспериментов Чжун и Лильенквист.

## Моральное очищение
Термин «моральное очищение» вошёл не только в научный оборот, в частности, он использован в католических комментариях Jerome Biblical Commentary к библейским текстам пророка Исаии в Септуагинте.